# Somos Portugal
Somos Portugal foi um programa de televisão português emitido nas tardes de domingo na TVI.
O programa consistiu numa emissão em direto de aproximadamente seis horas, de cariz informal, sendo cada episódio semanal transmitido numa localidade diferente de Portugal, fora de um estúdio e recorrendo a um palco próprio. Habitualmente, a transmissão ocorre por ocasião de uma dada festividade ou evento regional característico da terra que acolhe o programa naquela semana.[carece de fontes?]
Ao longo da emissão,  foram realizadas pequenas reportagens que visavam mostrar produtos, costumes ou gentes regionais, bem como momentos musicais de artistas portugueses. Foi ainda promovido um passatempo aos telespectadores, cujo vencedor era conhecido no final de cada emissão.[carece de fontes?]

## Equipa

### Últimos apresentadores / outros elementos
- Mónica Jardim (2012-2024)
- João Montez (2015-2021/ 2023-2024)
- Fanny Rodrigues (2021-2024)
- José Lopes (2021/ 2024)
- João Valentim (2022-2023/ 2024, repórter de exteriores)
- Idevor Mendonça (2023-2024)
- Susana Pinto (2023-2024, apresentadora substituta/repórter de exteriores)
- Vítor Emanuel (2023-2024, ator residente)

### Antigos apresentadores/ Antigos elementos
- Nuno Eiró (2011-2016 / 2021 / 2023)
- Cristina Ferreira (2011-2016 / 2022-2023)
- Manuel Luís Goucha (2011-2017)
- Marisa Cruz (2011-2021 / 2024)
- Iva Domingues (2011-2018 / 2020-2021 / 2023)
- Leonor Poeiras (2011-2019)
- Jorge Kapinha (2011)
- Fátima Lopes (2011-2017 / 2020)
- Manuel Melo (2012-2021, Repórter de Exteriores e Ator)
- João Paulo Rodrigues (2013)
- Isabel Silva (2013-2021)
- Vera Fernandes (2013-2014)
- Marta Cardoso (2014-2016)
- Pedro Teixeira (2015-2017/ 2020-2023)
- Olívia Ortiz (2015-2019)
- Ruben Rua (2016-2021/ 2023)
- Bruno Cabrerizo (2016-2017)
- Santiago Lagoá (2017-2023)
- Ana Lúcia Matos (2017)
- Adriano Toloza (2017-2018)
- Alice Alves (2017-2023)
- Inês Gutierrez (2018-2020 / 2021-2022)
- Isabel Figueira (2019-2021)
- Flávio Furtado (2019)
- Maria Cerqueira Gomes (2020-2021 / 2023)
- Carlos Ribeiro (2020)
- Marco Horácio (2020)
- Ruben Vieira (2020-2023)
- Rita Pereira (2020-2021 / 2023)
- Cláudio Ramos (2020-2023)
- Maria Botelho Moniz (2020-2021 / 2023)
- Ana Arrebentinha (2021)
- Toy (2021, Artista Residente)
- Sofia Vasconcelos (2022-2023, repórter de exteriores)
- Mafalda de Castro (2022-2023)
- Ana Malhoa (2022-2023)
- Marta Gil (2023)
- Catarina Miranda (2024, repórter convidada)

## Factos
Até janeiro de 2020, o programa era apenas emitido nas tardes de domingo. Com a entrada de Nuno Santos para a direção de programas da TVI, o programa Sábado na TVI é cancelado e o Somos Portugal passou a ser emitido também nas tardes de sábado. Estas emissões aos sábados aconteceram de janeiro até março, altura em que o programa foi suspenso devido à Pandemia de COVID-19.
De 17 de maio de 2020 a 21 de junho de 2020, o programa voltou numa operação especial, perante uma situação de pandemia, em que a inexistência de eventos impediu que o Somos Portugal decorresse nos seus moldes normais. O programa fez
uma viagem no espaço e no tempo com momentos de arquivo e entrevistas em direto. Esta fase do programa denominou-se "Somos Portugal, Sempre".
De 28 de junho de 2020 a 30 de agosto de 2020, o programa passa a ser feito a partir das instalações da TVI em Queluz de Baixo, onde se encontrava o palco para as atuações em direto e uma feira improvisada de modo a homenagear uma localidade. A localidade homenageada recebia o trio elétrico que percorria as suas ruas. Estas emissões denominaram-se "Somos Portugal - Especial", e tiveram Carlos Ribeiro como apresentador principal.
No dia 30 de agosto de 2020, no final do programa, é anunciado que o programa seria alvo de uma renovação a 6 de setembro, apresentada nesse dia. A partir de outubro de 2020, devido ao agravamento da Pandemia de Covid-19, o programa volta a ser feito a partir dos estúdios da TVI.
A 21 março de 2021, o programa volta a ser renovado a nível de mecânica, conteúdos e de apresentadores. Estes últimos passam a ter presença fixa: no caso, Mónica Jardim, Santiago Lagoá, Ruben Vieira, Fanny Rodrigues, Ana Arrebentinha e José Lopes.
A partir de abril de 2021, o programa passa a ser transmitido não só nas instalações da TVI, como também numa localidade do país com a presença do camião do Ben.
No dia 23 de maio de 2021, é anunciado que o cantor Toy passará a fazer parte da equipa do programa, enquanto artista residente.
A partir de 13 de junho de 2021, o programa volta a ter uma mudança na equipa de apresentadores em que Ana Arrebentinha e José Lopes abandonam o Somos Portugal e são substituídos pelos apresentadores Isabel Figueira e João Montez, que regressam ao formato.
No dia 25 de junho de 2021, é anunciado pela imprensa que o programa foi alvo de uma mudança de produtora, deixando assim de ser produzido pela Coral Europa, que produziu o programa durante mais de 10 anos. A partir de julho de 2021, o programa passa a ser produzido pela própria TVI.

A partir de julho de 2021, o programa volta a ser feito a partir de uma localidade do país, fazendo regressar o formato original do programa.
A partir de 18 de julho de 2021, o cantor Toy anuncia que se ausenta do programa por tempo indeterminado.
A partir de 31 de outubro de 2021, o programa passa a ter um convidado especial todas as semanas que irá mostrar em reportagem as principais atrações da localidade, juntando-se aos apresentadores Mónica Jardim, Santiago Lagoá, Fanny Rodrigues e Ruben Vieira.
Entre janeiro e fevereiro de 2022, o programa foi novamente transmitido nos estúdios da TVI, devido às regras decorrentes da Pandemia de Covid-19. Em março, o programa regressava novamente às emissões transmitidas em direto das localidades.
Em janeiro de 2023, o formato sofre novas alterações na equipa de apresentadores e de conteúdos em que os apresentadores Santiago Lagoá e Ruben Vieira são dispensados pela TVI. No programa são ainda introduzidas novas rubricas como O Palco é Meu, em que o público é convidado a mostrar as suas capacidades de canto, e Vira o Disco, em que são apresentadas 2 ou 3 músicas de seguida.
Posteriormente, o apresentador Idevor Mendonça transfere-se da RTP1 para a TVI e junta-se à equipa de apresentadores fixos do programa.[carece de fontes?]
Em 2024, as rubricas "O Palco é Meu" e "Vira o Disco" são descontinuadas e substituídas por um Mini-concerto em cada emissão de um popular cantor português.
A partir de julho de 2024, o programa perde uma hora de emissão, passando a ser exibido a partir das 15h, após a exibição de um episódio da "A Sentença". No final deste mês, Catarina Miranda, ex-concorrente dos reality shows "Big Brother 2024" e "Dilema" junta-se à equipa de apresentadores como repórter convidada do programa permanecendo até ao final de setembro de 2024. 
A partir de agosto de 2024, o programa volta a ser emitido a partir das 14 horas.
Em setembro de 2024, no programa especial de apresentação da nova grelha de programação do canal, "Parada de Estrelas", é anunciado que o programa terminará as suas emissões no início de novembro de 2024, ao fim de 13 anos e é substituído por um novo programa apresentado por Manuel Luís Goucha que estreia em novembro de 2024.
A 27 de outubro de 2024 é anunciado que o novo programa apresentado por Manuel Luís Goucha estreia a 17 de novembro de 2024, fazendo com que o programa Somos Portugal termine a 10 de novembro de 2024.